# Astrid Björkman
Astrid Carola Björkman, född 9 januari 1886 i Oskarshamn, död 20 januari 1967 i Uppsala, var en svensk läkare och pionjär som  Sveriges första kvinnliga överläkare och sjukhuschef. 
Hon var dotter till apotekaren Karl Björkman och Matty Egerström och kusin till brokonstruktören Axel Björkman.
Björkman tog studentexamen i Stockholm 1904 och blev medicine licentiat 1917. Hon var biträdande läkare vid Uppsala epidemisjukhus 1912, vid Säters hospital 1917, t.f. andre underläkare vid Uddevalla lasarett 1918, läkare vid Borgholms lasarett 1918–1919, t.f.  biträdande läkare och e.o. hospitalsläkare vid Lunds hospital 1919–1927, hospitalsläkare av 1 kl vid Helsingborgs hospital 1927–1930, t.f. överläkare vid Källshagens sjukhus 1930, överläkare av 1 kl och sjukhuschef där 1931–1936 och vid Restads sjukhus i Vänersborg 1936–1951. 
Astrid Björkman var Sveriges första kvinnliga överläkare och sjukhuschef. Hon erhöll guldmedaljen Illis quorum i åttonde storleken 1945. Björkman är begravd på Uppsala gamla kyrkogård.